# 노고산 (서울)
노고산은 대한민국 서울특별시 마포구 대흥동에 있는 해발 106m의 야트막한 산이다. 서강대학교 뒤편의 완만한 구릉성 산으로, 북한산의 한 지맥이 보현봉, 형제봉, 인왕산, 무악산, 금화산으로 이어지고, 금화산 자락인 이화여대 뒷산과 신촌역 앞의 바람산(風山)에서 이어지는 산이 노고산(老姑山)이다. 옛날에는 한양 서쪽 끝에 있는 산이라 하여 한미산(漢尾山)이라 하였는데 잘못 전해져 '할미산'으로 불리다가 한자어로 바뀌어 노고산이 됐다는 이야기가 있다. 노고산 일대에는 웃우물·큰우물·논우물·쌍정우물 등 여러 우물이 있었다 한다.

## 위치
노고산은 마포구 대흥동에 있는 산으로 산밑에는 노고산마을이 있었다. 숭문고등학교 옆에 서낭당이 있고 노인들이 많이 살고 있어 그 뒷산을 노고산이라 한 데서 마을 이름이 유래되었다. 고산말이라고도 한다. 옛날에는 노고산 약수가 있었는데 속병에 효과가 있었다고 한다. 서울특별시 마포구에 속했던 행정동이었으며 2007년 1월 2일 마포구 대흥동에 통합되었다.  노고산 기슭에 있으며, 동쪽의 대흥동, 남쪽의 신수동, 서쪽의 서교동·창전동, 북쪽의 서대문구 창천동·대현동과 접해 있다.

## 전해오는 이야기
『대동여지도』나 「수선전도」, 『대동지지』 등에는 '노고산(老古山)'으로 표기되어 있다. 옛날에는 한양 서쪽 끝에 있는 산이라 하여 '한미산(漢尾山)'이라 하던 것이 잘못 전하여져 '할미산'으로 불리다가 한자어로 바뀌면서 '노고산'으로 바뀌었다고 한다. 갑오개혁 때는 한성부 북서 연희방 성외 아현4계 노고산･세석리였다. 1914년 노고산리･세석리를 합쳐 고양군 연희면 노고산리라 하였다. 1946년 서대문구 노고산동이 되었다가, 1964년 마포구 노고산동이 되었다고 전해진다.

## 주변 환경
서울시 서대문구의 안산(鞍山) 능선을 따라 남쪽으로 내려가 금화터널 위를 지나면 우측에 이화여자대학교가 나오고 우로 연세대와 와우산 자락의 홍익대를 만난다. 즉, 좌로 뻗어서는 이화여대를 품고 큰 고개길 대현(大峴)을 넘어 노고산을 일으키면서 서강대를 감싸 4개 대학에서 젊은이들을 길러 내는 어머니와 같은 품이 되고 있는 것이다.
노고산동은 법정동이고 대흥동이 행정동이다. 노고산동 동명은 이곳에 있는 노고산(老姑山)에서 유래되었으며, 노고산(老姑山)의 원래 표기는 노고산(老古山)이었다. 1947년 6월 서울시령 제2호로 동회제도를 실시할 때 노고산동회(老姑山洞會)가 설치되었는데, 이때는 서대문구 관할이었다. 1955년 4월 18일 서울특별시조례 제66호에 의해 행정동제도를 실시하면서 동회는 폐지되고 창산동(滄山洞)이 설치되어 노고산동을 관할하였다.
그 뒤 1964년 7월 2일 서울특별시조례 제344호에 의해 노고산동 대부분과 창천동 일부분이 마포구로 편입되면서 노고산동이 따로 설치되어 노고산동 일원을 관할하였다. 이어 1964년 7월 3일 서울특별시공고 제360호에 따라 환지확정으로 세교동･신석동･대흥동 일부가 노고산동에 편입됨으로써 현재의 노고산동 구역과 범위가 확정되었다. 1980년 4월 1일 서울특별시조례 제1413호에 의해 노고산동 중 신촌로터리를 기점으로 노고산동 56의 90호를 연결하는 도로 이서지역을 제외한 전역과 대흥동 중 대흥동 16의 63호를 기점으로 16의 92호를 경유 3의 29호를 연하는 10m도로를 경계로 한 이북지역 및 신수동 중 용산선(철도)을 경계로 한 동북지역을 관할하게 되었다. <경조오부도(京兆五部圖)>･<수선전도(首善全圖)>･≪대동지지(大東地志)≫ 등에는 모두 노고산(老古山)으로 표기되었으나 ≪경성부사≫ 등에 노고산동(老姑山洞)으로 기록하였다.

## 지질
노고산 일대는 선캄브리아기의 호상 흑운모 편마암이 넓게 퍼져 있고 곳곳에 규장암이 노출되어 있다. 